# Пламя революции
«Пламя революции» — скульптура 1922 года работы советского скульптора Веры Мухиной, ставшая конкурсным проектом для невоздвигнутого памятника революционеру Якову Свердлову.

## Контекст
Работа по плану монументальной пропаганды была тем зерном, из которого проросла советская скульптура. Перед искусством раскрылись невиданные перспективы, оно обогатилось новыми целями. Задача, поставленная Лениным, была важна и необходима не только для народных масс, но и для нас, художников. Выполняя ее, мы учились масштабности и смелости мысли, учились Творчеству в самом высоком смысле этого слова.
После октябрьской революции и утверждения новой власти, глава советского государства Владимир Ленин проявил особый интерес к идеологическим возможностям монументального искусства, выразившемся в подписании им же декрета Совета народных комиссаров «О снятии памятников, воздвигнутых в честь царей и их слуг, и выработке проектов памятников Российской социалистической революции» от 14 апреля 1918 года, прозванного «планом монументальной пропаганды» и породившего новое направление в художественной жизни Советской России. Памятники «царям и их слугам» было предложено снести, а вместо них создать монументы известным писателям, философам, революционерам; в списке, разработанном Народным комиссариатом просвещения, значилось около 60 имён. Гражданская война и разруха не позволяла прибегнуть к широкому использованию монументальной пропаганды. Первые памятники создавались из нестойких материалов — гипса, дерева, цемента. В связи с этим Ленин в беседе с наркомом просвещения Анатолием Луначарским отмечал, что статуи должны быть «временные, хотя бы из гипса или бетона», также «важно, чтобы они были доступны для масс, чтобы они бросались в глаза», а их открытие пусть «будет актом пропаганды и маленьким праздником, а потом по случаю юбилейных дат можно повторять напоминание о данном великом человеке, всегда, конечно, отчетливо связывая его с нашей революцией и ее задачами». Поэтому в период с 1918 по 1921 год в Москве и Петрограде было воздвигнуто свыше 25-ти монументов — количество, чрезвычайно большое для того времени. К реализации положений декрета только в Москве подключилось 47 скульпторов; в работу была активно вовлеклась Вера Мухина. Она была видным членом Ассоциации художников революционной России, а 1920—1930-е годы стали настоящим расцветом её творчества и славы. Проекты памятников обсуждались во время многочисленных конкурсов, однако их осуществление откладывалось на долгие десятилетия. Так не были реализованы и четыре проекта Мухиной, одни из многих неосуществлённых работ, которые она называла «мечтами на полке». В их числе был и эскиз памятника соратнику Ленина и одному из авторов первой советской конституции — революционеру и государственному деятелю Якову Свердлову, секретарю Центрального комитета РСДРП (б), председателю Всероссийского исполнительного комитета, умершему во время пандемии гриппа в 1919 году.

## История
Первый конкурс на памятник Свердлову состоялся в 1919 году, но не дал результатов, а в 1922 году объявили о проведении и второго, перед началом которого скульпторам передали фотографии Свердлова, а также дали возможность осмотреть его посмертную маску, которую снимал другой известный скульптор — Сергей Меркуров. Однако Мухина решила уйти «от историко-фотографической выразительности» и портретной точности, прибегнув к аллегории как средству, «иногда гораздо более мощному, допускающему сильную сгущенность и концентрацию темы». Примечательно, что худой Свердлов представлял из себя типичного интеллигента в очках, и в его лице, по выражению Ленина, предстал перед нами «наиболее отчеканенный тип профессионального революционера». В советское время к памятникам предъявлялись требования, несоответствующие специфике этого востребованного вида монументального искусства. Не уйдя в тесные рамки официозности, Мухина как художник реализма и живописатель красоты человеческого тела без особого успеха выступала за условность, использование аллегорических и мифологических образов в качестве методов создания необходимой степени обобщения. В поисках аллегории она обратилась к античности Древней Греции и Рима. На образных зарисовках Мухиной, отличавшихся штрихами острых углов и прямых линий, появляется яростный взглядом мятежный ангел с могучими руками, неукротимый духом Моисей или богоборец Прометей, с почерпнутым в античных преданиях кипением страстей, волевой устремленностью и энергией, нравственной силой. Скульптура «Пламя революции» явилась своего рода плодом этих творческих исканий, связанных с замыслом московского памятника Свердлову. Поначалу Мухина хотела воспользоваться мифом о стимфалидах — огромных птицах с человеческими головами, с которыми боролся Геракл, однако силуэт птицы не подходил к памятнику, требующему высокой и стройной фигуры. Отвергнув как женщину в длинных одеждах с крыльями вместо рук, так и крылатую Нику, увенчивающую героя лавровым венком, скульптор пришла не к богине славы, не к стимфалиде, а к Гению революции с факелом в руке, несущему пламя революции в будущее, к тому рвущемуся в бой Гераклу. В этом можно рассмотреть искреннее выражение идеала скульптора, её веру в нового человека, совершенного и свободного.

## Композиция
Несмотря на некоторые формальные отсылки к модернизму, кубизму и футуризму, «Пламя революции» воплощает в себе все романтизированные элементы соцреализма. Полуобнажённая фигура Гения революции, прообраза Свердлова без конкретных портретных черт, представляет собой романтический образ большевика-ленинца, олицетворяющего апофеоз мятежной стихии революционной борьбы. Вытянув вверх и вперёд руки, в одной из которых Гений держит зажжённый факел, отбросив свои волосы назад, он упрямо опустил вниз голову, целеустремленно и мужественно борясь с бурными порывами и вихрями ветра сопротивления. Резкий наклон всей фигуры, воплощённый в мотиве энергичного и экспрессивного противоборства, находит твёрдую опору в уклоне косо срезанного постамента, ещё больше усиливающего динамичность композиции, будто клокочущей от яростного напряжения. Одеяние Гения условно — тело его по спирали охвачено чем-то вроде огромного развевающегося шарфа или плаща с эффектными складчатыми и угловатыми драпировками, образующими независимые от пластики фигуры мощные объемы, которые, словно объятые ветром паруса, создают ощущение полета ввысь.

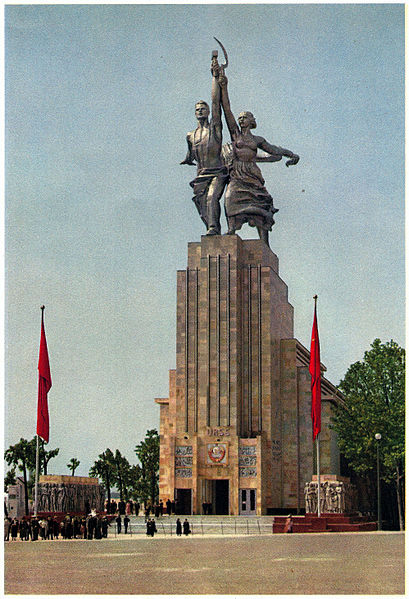
«Рабочий и колхозница», Париж

К мотиву полёта Мухина вернулась в 1938 году в варианте памятника «Спасению челюскинцев», выполненному в более реалистических формах. Огромная фигура северного ветра – Борея в виде старика с развевающейся за плечами шкурой белого медведя, как бы уступала мужеству людей и улетала прочь с ледяной кристальной глыбы на стрелке острова, который предполагалось создать на участке между Каменным и Крымским мостами. Ниже, справа и слева у опор на уступах проектировавшегося, но не построенного моста, соединившего бы набережную у Дворца Советов с Замоскворечьем, предполагалось установить две большие скульптурные группы — челюскинцы во главе с Отто Шмидтом и их спасители-лётчики.
Мотивы «Пламени революции» просматриваются также и в скульптуре «Рабочий и колхозница», выполненной Мухиной для парижской Всемирной выставки 1937 года и впоследствии установленной у главного входа ВДНХ в Москве. На смену факелу пришли серп и молот, которые держат над головой герои данного монумента, лишённого последних элементов авангардизма, но ставшего профессиональным триумфом Мухиной как ведущей женщины-скульптора эпохи соцреализма.

## Судьба
По примеру памятника «Революция» для города Клина Мухина предполагала сделать скульптуру для памятника Свердлову полихромной — фигуру отлить из чёрного чугуна, одеяние и факел из светлой золотистой бронзы. Однако проект Мухиной был отвергнут как карикатурный и не имеющий портретного сходства. Работа критиковалась за «формалистический схематизм» и была непонята критиками, ввиду чего даже не воспроизводилась в монографиях. Памятник Свердлову так и не воздвигли, но уменьшенная копия его проекта сохранилась. Мухина сожалела о нереализованной мечте и считала гипсовую модель утерянной. Уже после её смерти в 1953 году, повреждённая статуя была обнаружена в запасниках Центрального музея революции в Москве, после чего отреставрирована и в 1954 году отлита в бронзе для несостоявшегося музея скульптора. В настоящее время гипсовая версия выставлена в Зале № 15 «Культура Советской России» в Государственном центральном музее современной истории России — каминном зале Английского клуба. Восковой эскиз находится в музее Веры Мухиной в Феодосии. Бронзовая копия высотой 104 см хранится в Государственной Третьяковской галерее, где выставлялась в 2014—2015 годах в связи с 125-летием Мухиной. В 2017 году она экспонировалась на выставке в Королевской академии художеств в Лондоне, посвящённой искусству, рождённому Октябрьской революцией.